# Leprechaunus cristatus
Leprechaunus cristatus är en insektsart som beskrevs av Capener 1950. Leprechaunus cristatus ingår i släktet Leprechaunus och familjen hornstritar. Inga underarter finns listade i Catalogue of Life.